# Hernani
Pour les articles homonymes, voir Hernani (homonymie).
Hernani  est une pièce de théâtre en vers de Victor Hugo, représentée pour la première fois à la Comédie-Française le 25 février 1830, et publiée la même année.
Cette pièce, parmi les plus célèbres de Victor Hugo, consacra le genre du drame romantique. Elle suscita une grande controverse lors de sa première représentation, connue sous le nom de la Bataille d’Hernani.

## Personnages et présentations
- Hernani, personnage éponyme de la pièce, est un noble banni, amant de Doña Sol. Il appartient à la génération des héros romantiques, nécessairement enfiévrés et maudits. À vingt ans, sa vie est marquée par la mort de son père. Autrement appelé Jean d'Aragon, comte d'Albatera grand maître d'Avis, Duc de Segorbe et Cardona ou encore Marquis de Monroy.

- Don Carlos est roi d’Espagne (Roi des Castilles). C’est un personnage type de la Renaissance, capable du meilleur et du pire, traversé par tous les contrastes. Il feint la soumission au pape et exerce un chantage sur Don Ruy. Il sera élu Empereur  du Saint Empire Romain Germanique (Charles Quint). Le portrait qui en est dépeint dans la pièce est celui d'un roi en cours d'évolution.

- Don Ruy Gomez de Silva « duc de Pastrana » est un vieillard amoureux. C’est un duc riche, puissant, et c’est un partisan de l’ordre. Il est l’oncle de Doña Sol, et souhaite l'épouser.
- Doña Sol de Silva est l’amante d'Hernani mais doit cependant épouser le duc de Pastrana. Elle n’évite ce mariage dont elle ne veut pas que par l’intervention d’Hernani qui, se faisant passer pour un pèlerin, arrive à temps pour dévoiler sa véritable identité. Désirée également un temps par Don Carlos, elle représente la figure même de l’héroïne romantique, à qui l’on promet tous les palais mais qui, par fidélité, refusera tout ce qu’on lui propose pour suivre son cœur, même si cela doit la conduire à sa perte. Elle est indissociablement et fatalement liée à Hernani et l’amour qui les enchaîne est également ce qui les conduira à leur perte.
- Le roi de Bohème
- Le duc de Bavière
- Le duc de Gotha
- Le baron de Hohenbourg
- Le duc de Lutzelbourg
- Iaquez
- Don Sancho
- Don Matias
- Don Ricardo
- Don Garci Suarez
- Don Francisco
- Don Juan de Haro
- Don Pedro Guzman de Lara
- Don Gil Tellez Giron
- Doña Josefa Duarte
- Un montagnard
- Une dame
- Premier conjuré
- Deuxième conjuré
- Troisième conjuré
- Conjurés de la ligue Sacro-Sainte - Allemands et Espagnols (Ligue hostile à Charles Quint constituée en 1521, un léger anachronisme)
- Montagnards, seigneurs, soldats, pages peuple, etc.

## Résumé

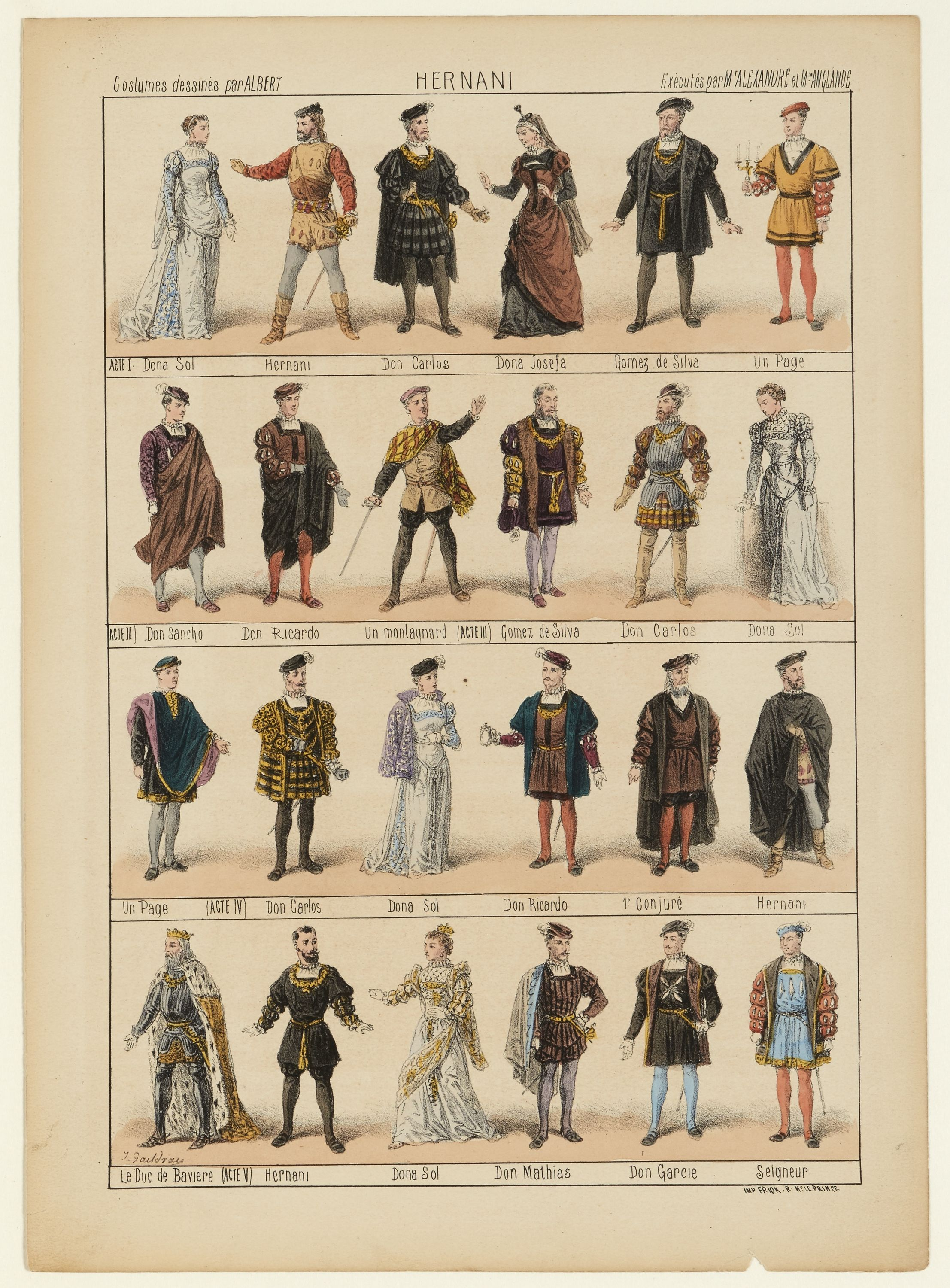
Costumes pour Hernani en 1867.

Le roi d’Espagne Don Carlos est amoureux de Doña Sol, femme promise à Don Ruy Gomez. Doña Sol, elle, aime Hernani, un homme dont le père a été tué par le père de Don Carlos. Hernani veut se venger mais les deux hommes amoureux de Doña Sol se rencontrent, et se provoquent en duel. Celui-ci est gagné par Hernani, mais le roi lance ses gardes à sa poursuite ; Hernani disparaît. Le roi assiste aux préparatifs du mariage de Don Ruy Gomez et Doña Sol. Hernani surgit sur ces entrefaites mais Don Ruy Gomez, contraint par la loi de l’hospitalité, décide de le protéger. Gomez découvre que Doña Sol et Hernani s’aiment, mais continue de protéger Hernani.
Le roi pose un ultimatum à Don Ruy Gomez : soit il lui livre Hernani, soit il le tue. Le vieux Don Ruy Gomez refuse et Don Carlos décide d'enlever Doña Sol. Don Ruy Gomez et Hernani se mettent d’accord pour tuer le roi, en échange de quoi Hernani lui offre sa vie s'il entend le cor sonner. Don Carlos est élu empereur, il pardonne aux deux alliés et annonce le mariage de Doña Sol avec Hernani. Ce dernier révèle sa véritable identité, Jean d’Aragon, et devient Don Juan d’Aragon. Il abandonne toute idée de vengeance. Lors des noces des deux amants, le cor sonne et Hernani comprend qu'il doit quitter son amour. Doña Sol décide de mourir avec son amour et s’empoisonne avec Hernani. Don Ruy Gomez, vidé de toute envie de vivre, se poignarde sur leurs corps. 

### Préface
Hugo réaffirme sa position exposée dans la Préface de Cromwell : il faut briser les règles du théâtre classique et réaffirmer l’ambition esthétique de la nouvelle génération, le romantisme. Il demande aussi, et surtout, la prise en compte du public, le public vrai, le peuple, car c’est par lui que les œuvres sont rendues immortelles, afin que « la poésie ait la même devise que la politique : tolérance et liberté. »
L’action principale se situe en Espagne de février à août 1519.

### Acte I: le Roi (Saragosse, une chambre à coucher au palais du duc Don Ruy Gomez de Silva, la nuit)
Le roi d'Espagne Don Carlos s’introduit la nuit dans la chambre de Doña Sol dont il est secrètement amoureux. Caché dans une armoire, il assiste à la rencontre entre Doña Sol et Hernani, un banni. Hernani, fils d’un homme décapité sur ordre du père de Don Carlos, s’est promis de venger son père. Doña Sol aime Hernani mais on l’a fiancée à son oncle, Don Ruy Gomez de Silva.
Don Carlos sort de sa cachette et les deux rivaux s’apprêtent à croiser le fer. Mais le vieux duc frappe à la porte. Don Ruy Gomez de Silva s'indigne en voyant deux hommes chez sa nièce. L’inconnu découvre son visage et se présente. Le roi justifie sa présence et fait passer Hernani pour quelqu'un de sa suite. Il indique que l’heure est grave car l’empereur Maximilien, son aïeul, vient de mourir. Il vient consulter Don Ruy Gomez de Silva, son fidèle sujet, et écouter ses conseils. Doit-il se porter candidat au trône du Saint-Empire ? Resté seul, Hernani, qui a retrouvé le fils de l’assassin de son père, exprime sa haine et médite sa vengeance.

### Acte II: le Bandit (Saragosse, un patio du palais de Silva)
Le lendemain, à minuit, dans une cour du palais de Don Ruy, Don Carlos (le futur Charles Quint) se rend sous la fenêtre de Doña Sol. Il souhaite enlever la jeune fille avant Hernani. Trompée par l’obscurité, Doña Sol le rejoint. C’est alors que surgit Hernani. Il propose un duel au roi, qui refuse avec beaucoup de mépris car il croit qu'Hernani est un roturier ; il lui demande donc de l'assassiner mais Hernani refuse, il veut un duel. Il laisse la vie sauve au roi et lui donne son manteau pour qu’il puisse traverser sans dommage sa troupe de bandits car il estime que lui seul peut tuer le roi en duel.
Restés seuls, Hernani et Doña Sol échangent quelques mots d’amour. Mais l’armée du roi est déjà à sa poursuite. Hernani quitte Doña Sol et part rejoindre sa troupe.

### Acte III: le Vieillard (Château de Silva, dans les montagnes d’Aragon)

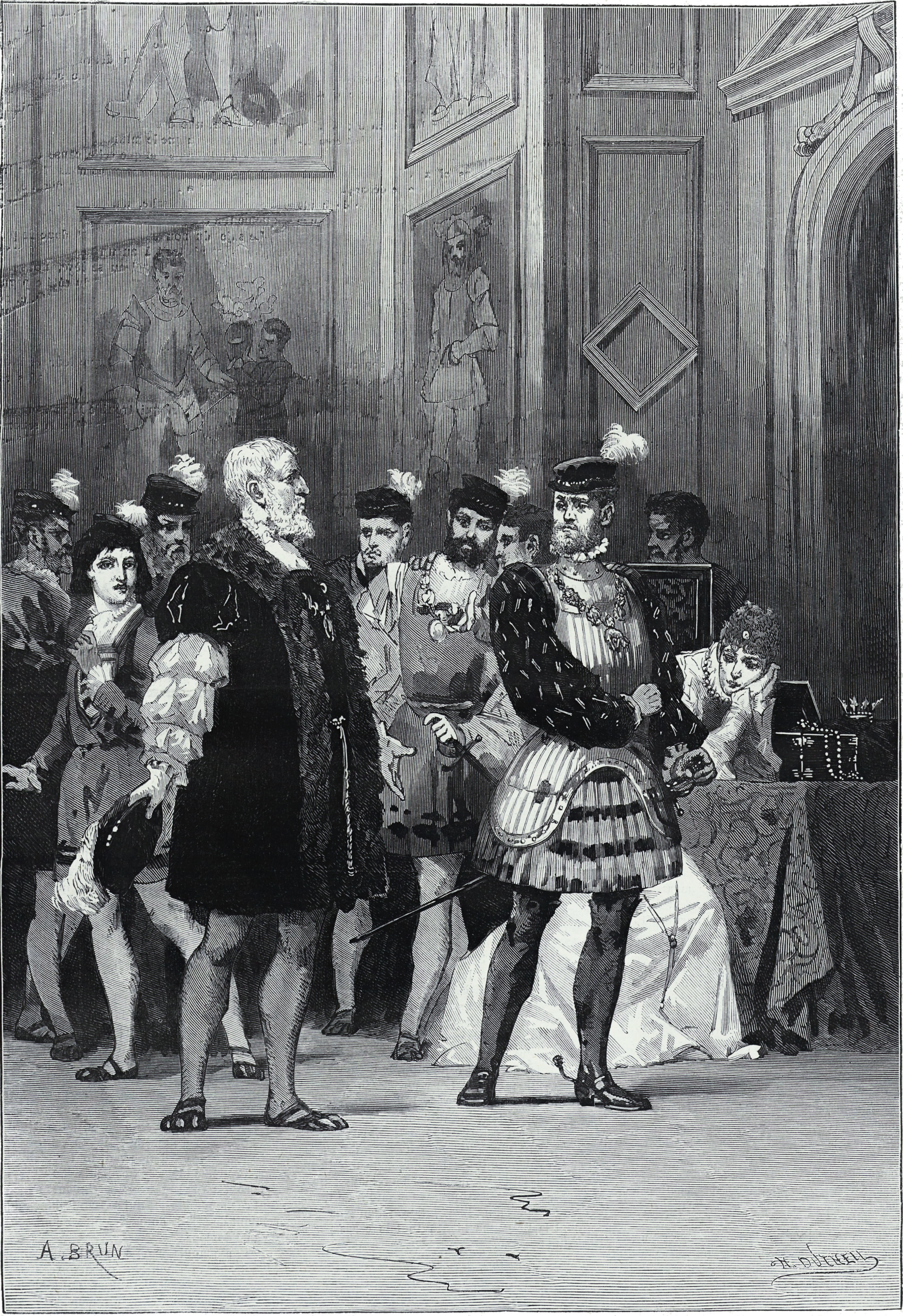
Illustration de Dutheil d’après Brun pour l’acte III, scène VI.

Quelques semaines plus tard, dans la grande salle du château du duc de Silva, dans les montagnes, le vieux duc Don Ruy Gomez de Silva va épouser Doña Sol, sa jeune nièce. On prépare le mariage. Il savoure son bonheur, d’autant qu’on lui apprend la mort probable d’Hernani. Le jour des noces, un pèlerin frappe à la porte du château de Silva.
Découvrant Doña Sol en tenue de mariée, le pèlerin déchire son habit et déclare son identité : « je suis Hernani ».
La tête d’Hernani est mise à prix, mais la loi de l’hospitalité étant sacrée, Don Ruy Gomez de Silva fait barricader le château de Silva et décide de le protéger.
Hernani et Doña Sol restent seuls et dissipent tout malentendu. La jeune femme lui montre le poignard qu’elle a dérobé au roi. Hernani et Doña Sol échangent des mots d’amour et s’enlacent. C’est alors que surgit Don Ruy Gomez qui a des mots très durs sur l’attitude d’Hernani mais, au nom de l’honneur, il se refuse toujours à trahir son hôte. C’est alors que les trompettes annoncent l’arrivée du roi. Don Ruy Gomez cache Hernani dans un lieu que seul lui connait, derrière son portrait.
Le roi pénètre dans le château, furieux d’apprendre que Don Ruy Gomez cache ce scélérat d’Hernani. Il lui propose un marché : ou Don Ruy accepte de livrer Hernani ou, il sera tué. Le duc hésite, mais finalement refuse de livrer Hernani. 
La fameuse scène des portraits, où Don Ruy Gomez fait défiler ses "illustres ancêtres" pour s'arrêter au sien, est une pure merveille de la construction de la trame dramatique hugolienne.
Le roi, impressionné par sa fidélité à la loi d'hospitalité, décide seulement d'enlever Doña Sol. Après son départ, Don Ruy Gomez et Hernani complotent pour tuer le roi. Hernani offre son bras et sa vie à Don Ruy Gomez.

### Acte IV: le Tombeau (Palais d'Aix-la-Chapelle, dans le tombeau de Charlemagne)

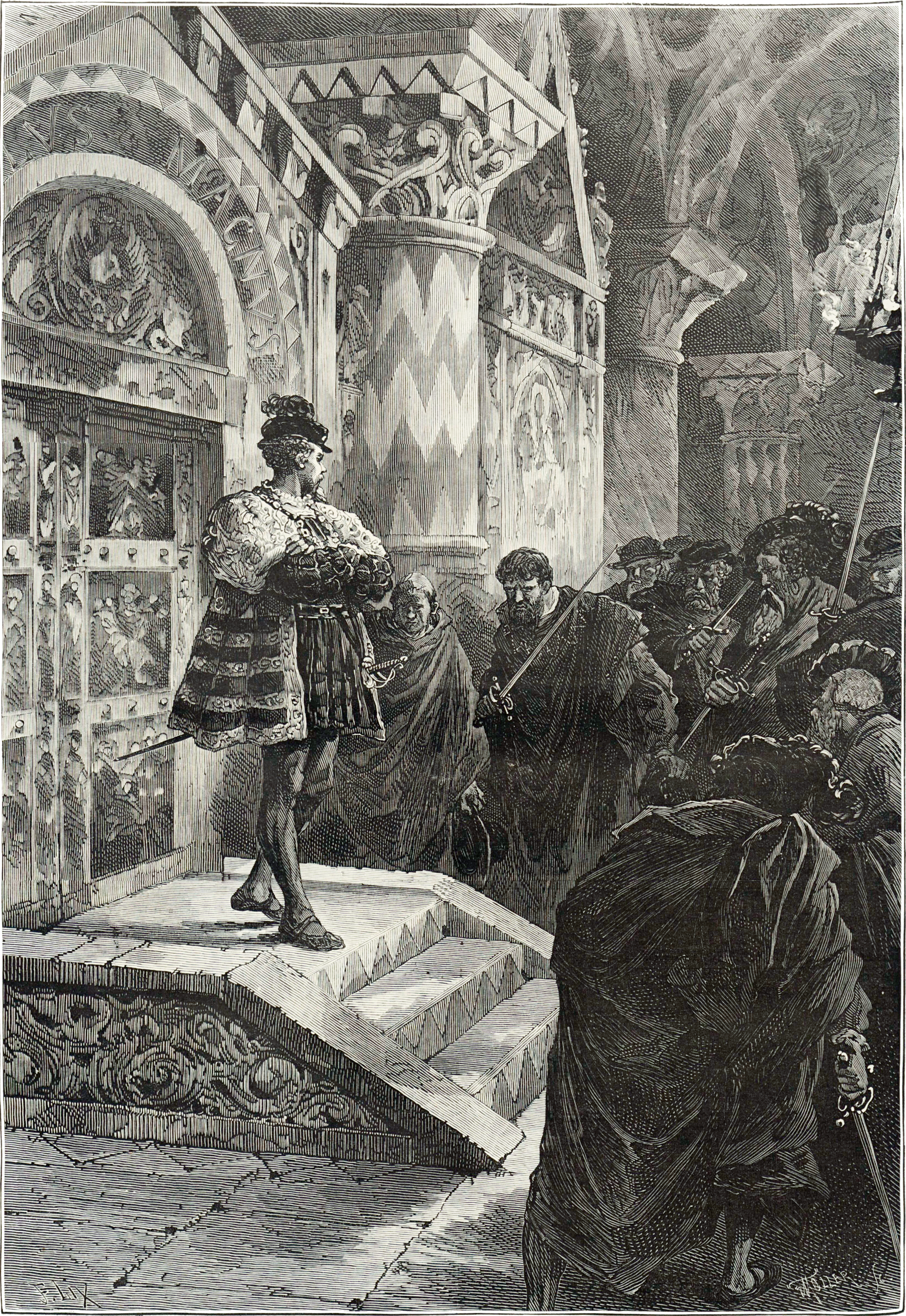
Illustration de Frederick Moller d’après Lix pour l’acte IV, scène IV.

Deux mois plus tard, en juin 1519, à Aix-la-Chapelle (capitale du Saint-Empire romain germanique), Don Carlos attend les résultats de l’élection impériale tout en découvrant un complot visant à l’assassiner : parmi les conjurés se trouvent Don Ruy Gomez et Hernani.
Quand les conjurés tirent au sort pour désigner qui assassinera le roi, le sort désigne Hernani. Lorsque Don Ruy tente de s’attribuer ce rôle en rendant son cor à Hernani et donc le droit à disposer de sa vie, Hernani, désirant plus que tout venger son père, refuse catégoriquement cette offre de rompre le pacte qui les lie.
Lorsque Charles Quint est élu roi, et en mesure de punir les conjurés, Hernani, qui a abandonné son idée de vengeance, dévoile sa véritable identité : Jean d’Aragon, noble mais né en exil. Le roi veut les faire exécuter, mais Doña Sol sollicite la clémence de Don Carlos, qui prend conscience de la responsabilité du pouvoir et décide de montrer de la clémence envers les conjurés en les graciant.
Il permet également à Hernani d’épouser à Doña Sol, ce qui provoque la colère de Don Ruy Gomez qui considère que son pacte avec Hernani n'est pas rompu.

### Acte V: la Noce (sur une terrasse du Palais de l'Aljaferia)

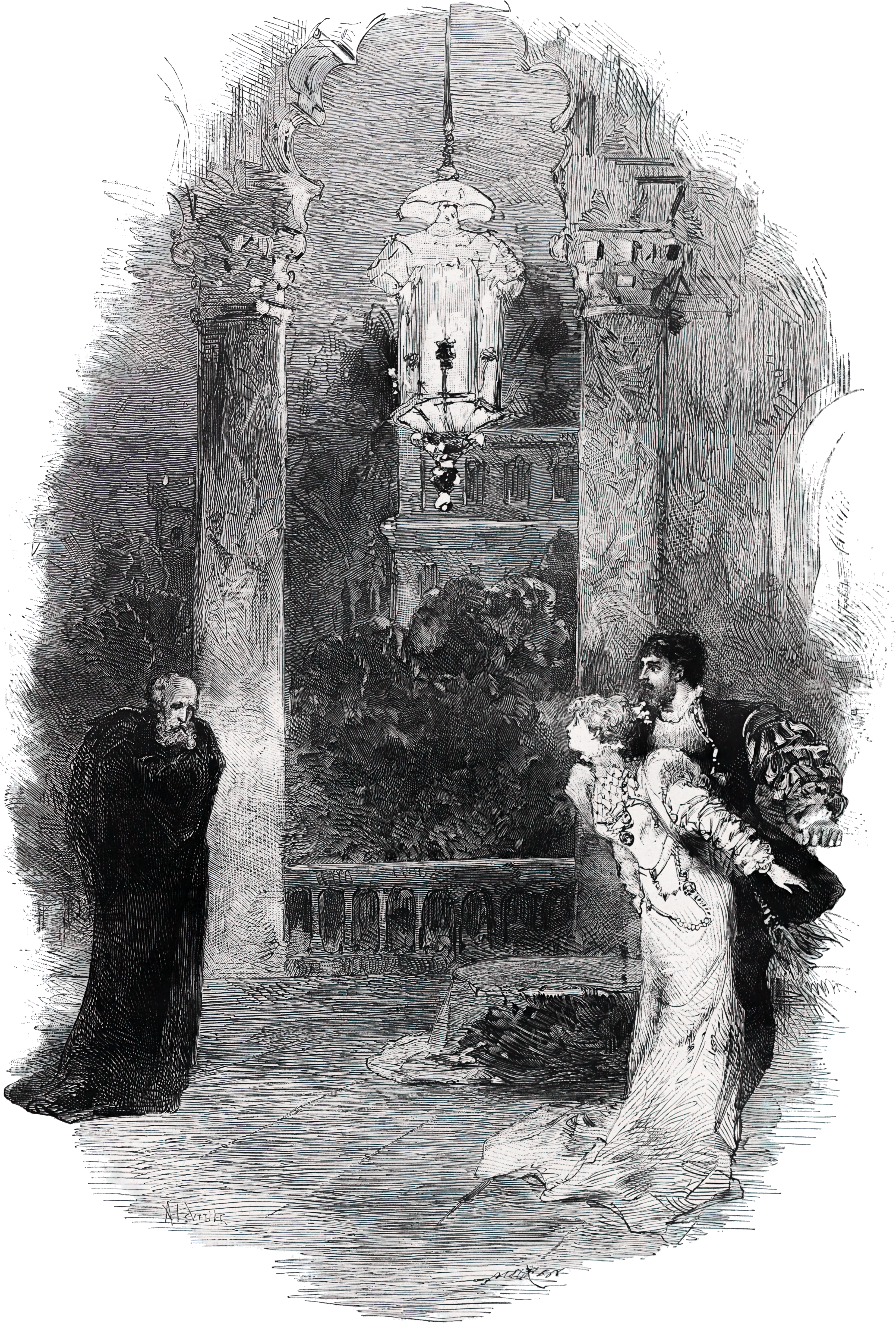
Illustration de Léveillé d’après Morin pour l’acte V, scène VI.

Quelques semaines après, à Saragosse, dans le palais d'Hernani redevenu Don Juan d'Aragon, l'union de Doña Sol et d’Hernani a lieu. Alors que s'achève la fête, quelques seigneurs s'interrogent sur le sort du duc, et évoquent un mystérieux invité masqué en noir lorsqu’ils sont interrompus par l'arrivée des jeunes mariés.
Hernani salue les jeunes seigneurs qui s'éclipsent. Les nouveaux époux savourent leur bonheur, lorsque retentit soudain le son d'un cor. Hernani se souvient de la terrible promesse qu’il avait faite à Don Ruy Gomez, son oncle, qui l’a sauvé autrefois : se laisser tuer. Hernani décide de protéger Doña Sol et d’affronter seul le duc. Il demande à son épouse, qui ne comprend pas quel mal le ronge, d’aller lui chercher un élixir.
Le masque, qui n’est autre que Don Ruy Gomez, implacable, vient exiger le respect du pacte fatal. Le devoir et l’honneur commandant à Hernani d’honorer son serment , Don Ruy demande à Hernani de choisir sa mort par l’épée ou par le poison. Ce denier ayant opté pour la seconde proposition, le duc lui présente la fiole, lorsque Doña Sol intervient pour tenter de le sauver.
Les supplications de Doña Sol ayant échoué à faire changer d’avis les deux hommes, Hernani boit le poison, mais Doña Sol, dévastée, suit immédiatement Hernani dans la mort, en s’empoisonnant après lui. Désespéré, Don Ruy Gomez, qui a tout perdu, se poignarde sur les corps de ses deux victimes.

## La théorie du drame romantique
On ne peut parler d’Hernani sans évoquer son genre : le drame romantique. Quelques théoriciens des années 1820 comme Stendhal ou Alessandro Manzoni (Lettre à monsieur Chauvet sur l’unité de lieu et de temps dans la tragédie) l'ont d'ailleurs étudié dans leurs œuvres. Stendhal écrivait en 1823, dans Racine et Shakspeare :
Les romantiques ne conseillent à personne d'imiter directement les drames de Shakspeare [sic].
Ce qu'il faut imiter de ce grand homme, c'est la manière d'étudier le monde au milieu duquel nous vivons, et l'art de donner à nos contemporains précisément le genre de tragédie dont ils ont besoin, mais qu'ils n'ont pas l'audace de réclamer, terrifiés qu'ils sont par la réputation du grand Racine. […]
J'oubliais l'unité de lieu ; elle sera emportée dans la déroute du vers alexandrin.

## Création de la pièce

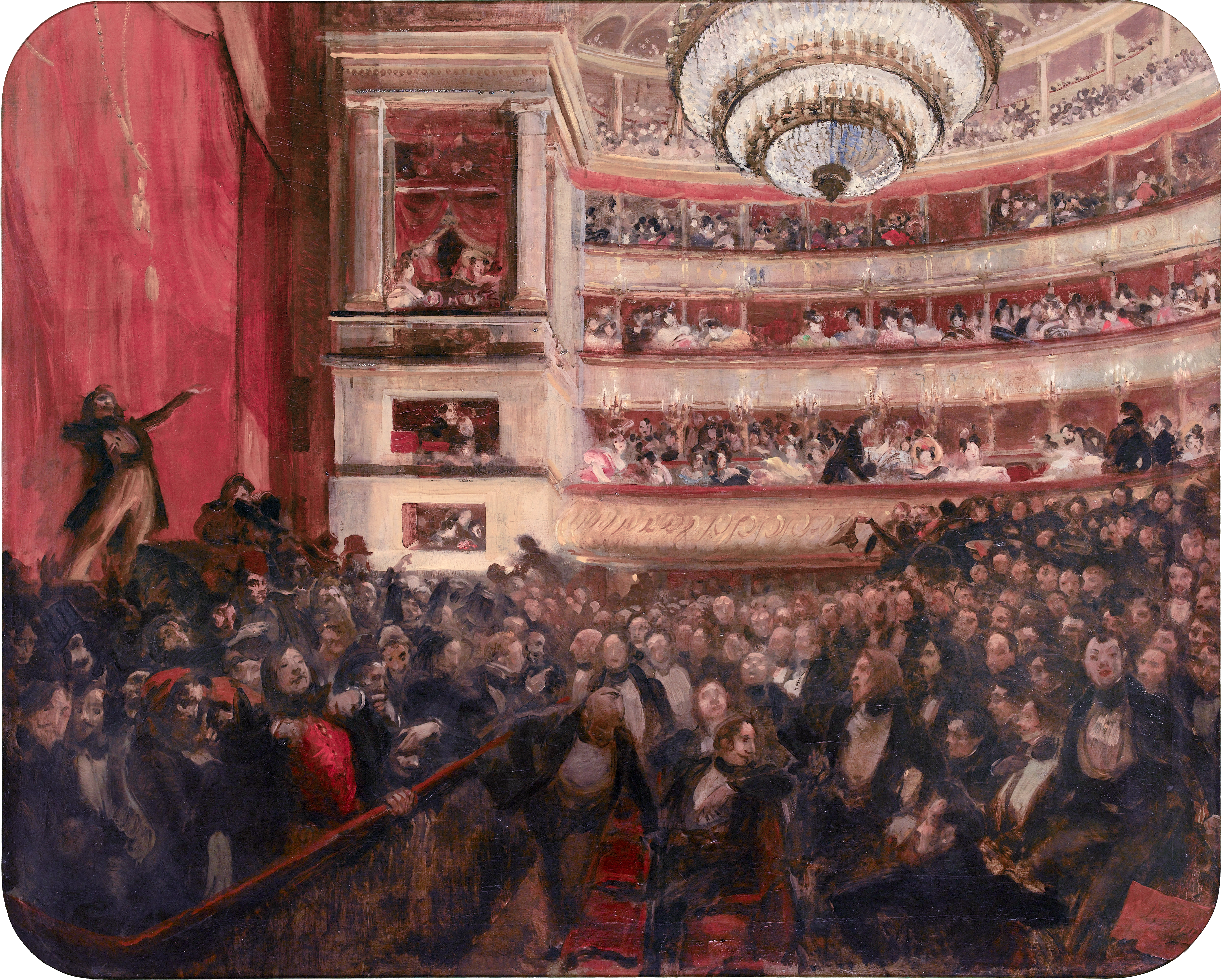
La Première d’Hernani, 1830 d’Albert Besnard (1903).

Après la rédaction de la préface de Cromwell en 1827, où il affirmait la nécessité de briser les règles du théâtre classique, Hugo est revenu à la poésie lyrique avec notamment les Odes et Ballades (août 1828), qui lui valent la protection du roi, et Les Orientales (janvier 1829). Comme il désirait toujours abattre les classiques sur leur terrain admis, le théâtre tragique, il enchaînait aussi les projets et les échecs, ainsi Amy Robsart, échec à l’Odéon en février 1828. Mais le succès de Henri III et sa cour en 1829 de son ami Alexandre Dumas lui redonna vigueur et il s’attela à un drame historique en Espagne (les sujets français étant systématiquement censurés par le pouvoir royal, tels Marion de Lorme ou Un duel sous Richelieu inspiré de la vie de la courtisane du XVIIe siècle Marion Delorme). Ce fut Hernani.
La rédaction s’étala du 19 août au 24 septembre 1829, et il lut son œuvre le 30 septembre à ses amis du cénacle romantique, qui l’approuvèrent presque sans réserve. Il obtint l’autorisation de créer sa pièce au Théâtre Français ; les censeurs désirant l’abattre une fois pour toutes, une nouvelle lecture le 5 octobre devant la troupe de la Comédie-Française du baron Taylor (commissaire royal au Théâtre Français) suscita l’enthousiasme. Aussitôt distribuée, la pièce entra en répétition alors que la cabale grondait . Taylor veut recruter une claque pour donner toutes ses chances à la pièce ; Hugo pense que ses amis livreront une plus belle bataille contre les partisans du classicisme. Cent places leur furent réservées à chaque représentation.
Les répétitions furent cependant ardues : Mademoiselle Mars, étoile de la troupe, jouant Doña Sol, avait le goût plutôt classique, même si elle désirait aider ce jeune et talentueux auteur, et se prêtait mal aux hardiesses de ton romantiques ; d’autres comme Firmin, un Hernani un peu falot, et Michelot, Don Carlos plus élégant que vigoureux, redoutaient surtout l’affrontement futur. Plusieurs, dont notamment Joanny, ancien soldat aux ordres du général Hugo, et qui désirait ainsi rendre hommage au fils en interprétant Don Ruy Gomez, étaient cependant enthousiastes de briser les carcans ampoulés du jeu classique.
Les censeurs épluchèrent le manuscrit jusqu’en janvier, la pièce étant retardée par le succès de l’Othello de Shakespeare mis en scène par Vigny, coupant certains passages (mais pour des raisons politiques ou religieuses, les censeurs se faisant honneur de laisser les hardiesses stylistiques, espérant que le « mauvais goût  prononcé » discréditerait définitivement leur auteur), alors qu’une cabale se formait dans la presse, menée par les classiques, visant à démolir à l’avance l’œuvre nouvelle, ce qui ne fit que conforter Hernani dans son rang de « manifeste » de la nouvelle génération, qui eut ainsi le temps de se préparer à la bataille.
Chef de famille et chef de bande, tel est le Hugo qui attaque sa dernière Bastille : le théâtre, protégé du romantisme par la tradition et la censure. L'offensive se fait en trois temps. En 1827, acte I, théorique :  Cromwell et sa Préface proclament la liberté dans l'art, la mort des « règles » classiques, la beauté moderne du « grotesque ». En 1829, acte II, politique : Charles X fait interdire Marion de Lorme pour atteinte à la majesté royale ; Hugo rompt avec le régime. En 1830, le rideau se lève sur Hernani. Enfin mobilisée pour sa cause, voici l'armée des fidèles, violemment parés et décoiffés, visibles, voyants, sonores ; en première ligne, le gilet rouge de Gautier et la crinière de Dumas. Contre les « perruques » académiques et les « grisâtres » classiques, les « flamboyants » défendent, pied à pied, l'alexandrin romantique. Succès de scandale, la bataille d'Hernani s'achève sur un triomphe financier et la victoire de l'art nouveau.

## Les réactions
Lors de la première représentation, la pièce déclencha de vives et surprenantes réactions entre les classiques venus pour détruire la contestation dans l’œuvre et les romantiques venus soutenir leur champion. Ce fut la « bataille d’Hernani ».
Cependant, malgré la bataille qui faisait rage, la pièce fut un vrai succès (recette de 4 940,65 francs) et l’éditeur Mame versa son dû à l’auteur et le lia séance tenante, selon la légende, par un contrat d’édition. Les représentations suivantes augmentèrent l’intensité de la bataille mais la pièce avait trouvé son public et le succès ne se démentit pas, Victor Hugo étant porté aux nues par la nouvelle génération. Ainsi, comme le note Théophile Gautier, « pour la génération de 1830, Hernani a été ce que fut Le Cid pour les contemporains de Corneille. Tout ce qui était jeune, vaillant, amoureux, poétique, en reçut le souffle. »
Hugo, contre l’éreintement systématique des tenants des classiques, tels que Charles Maurice, Sainte-Beuve ou Jean Viennet, reçut cependant le soutien de nombreuses personnes hors de sa génération, tels que Victor Pavie ou Chateaubriand qui lui écrivit au lendemain de la première : « J’ai vu, Monsieur, la première représentation d’Hernani. Vous connaissez mon admiration pour vous, ma vanité s’attache à votre lyre, vous savez pourquoi. Je m’en vais, Monsieur, et vous venez. Je me recommande au souvenir de votre muse. Une pieuse gloire doit prier pour les morts. »
Balzac, en revanche, livra une critique au vitriol dans le Feuilleton des journaux politiques du 7 avril 1830 : « Tous les ressorts de cette pièce sont usés ; le sujet, inadmissible ; les caractères, faux ; la conduite des personnages, contraire au bon sens... L'auteur nous semble, jusqu'à présent, meilleur prosateur que poète, et plus poète que dramatiste. M. V.H. ne rencontrera jamais un trait de naturel que par hasard... Hernani aurait tout au plus été le sujet d'une ballade. »
Si Hernani a permis d'ouvrir de nouvelles voies et de servir de tremplin au romantisme, cette pièce a perdu de son importance au cours du XIXe siècle et aujourd'hui elle est bien moins jouée et donc moins connue que Ruy Blas du même auteur ou Lorenzaccio et On ne badine pas avec l'amour de Musset.

## Analyse de l’œuvre

### Sources
Cette pièce tire son nom d'une ville du Pays basque espagnol où Mme Hugo, accompagnée de ses enfants, fait halte en 1811, tandis qu’elle rejoint son époux, le général Léopold Hugo. 
Victor Hugo s’inspire de sources diverses pour cristalliser dans la légende de chevalerie hispanique, comme dans Le Cid de Corneille, auquel il se référait volontiers, l’ambition romantique de sa génération. Il tire son sujet ainsi, selon ses dires, d’un passage d’une vieille chronique espagnole : « Don Carlos, tant qu’il ne fut qu’archiduc d’Autriche et roi d’Espagne, fut un prince amoureux de son plaisir, grand coureur d’aventures, sérénades et estocades sous les balcons de Saragosse, ravissant volontiers les belles aux galants, voluptueux et cruel au besoin. Mais du jour où il fut empereur, une révolution se fit en lui. » Il tira ensuite sans doute l’ambiance hispanique de ses souvenirs de ce pays, où il habita quelque temps à la suite de son père durant les campagnes napoléoniennes, et de textes récents sur l’histoire locale, toujours selon ses dires. On peut aussi noter des analogies avec des pièces qui lui ont peut-être inspiré certains passages : Le Tisserand de Ségovie d’Alarcon ou La Dévotion à la croix de Calderon (histoires d’amour, d’honneur et de sang) mais aussi des sources moins latines, tels que Evadne or The Statue de Richard Lalor Sheil (la scène des portraits), Egmont de Goethe, Les Brigands de Schiller… 
Hugo s'inspire aussi du mélodrame, du vaudeville, de la comedia nueva espagnole et du drame bourgeois dont il reprend l'importance accordée aux accessoires. 

## Adaptations

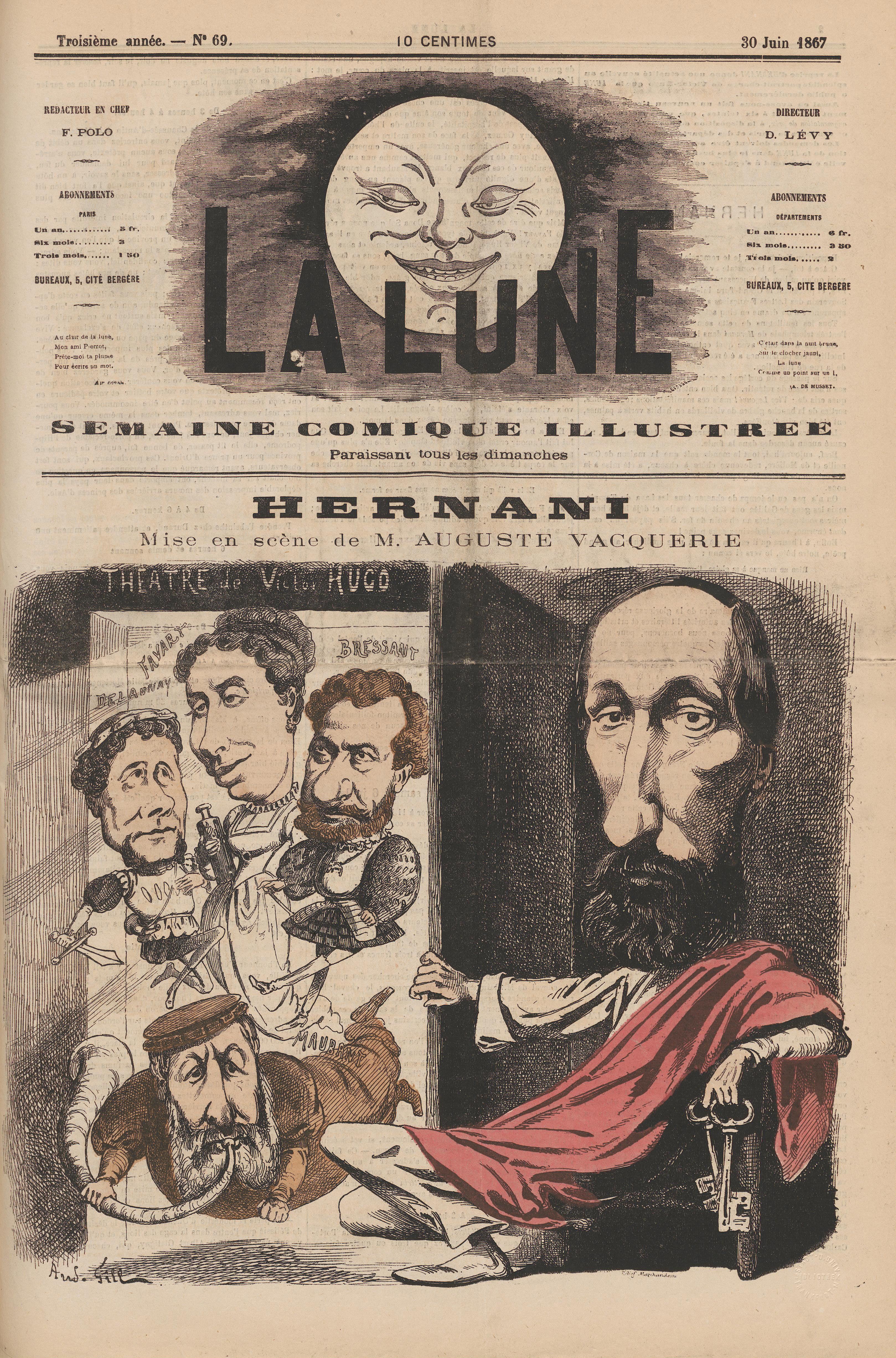
Mise en scène de M. Auguste Vacquerie, Caricature d'André Gill dans La Lune de juin 1867.

La pièce est jouée trente-neuf fois en 1830 ; elle est reprise en 1838 avec Marie Dorval dans le rôle de dona Sol. En 1867, Meurice et Vacquerie travaillent sur une nouvelle mise en scène. En 1877, sous la direction d'Émile Perrin, la pièce est jouée par Mounet-Sully et Sarah Bernhardt : la critique est louangeuse. Hugo déclarera : « Vous vous êtes vous-même couronnée reine, reine deux fois, reine par la beauté, reine par le talent. »
Jusqu'en 1927, la pièce est reprise annuellement : à cette date, Émile Fabre conçoit une nouvelle mise en scène, et Mary Marquet joue aux côtés de Maurice Escande. En 1937, Georges Le Roy fait appel à Marie Bell et à Robert Vidalin. 
Hernani a été mis en musique par Giuseppe Verdi en  1844 sous le titre d'Ernani.

## Prolongement
Entre 1952 et 1972, la pièce n'est jouée que rarement à la Comédie Française. Le théâtre contemporain compte peu de reprises de la pièce depuis les années 1970.
- 1975 : Hernani de Victor Hugo, Mise en scène Robert Hossein, Comédie-Française  avec Geneviève Casile  et François Beaulieu

- 1985 : Hernani de Victor Hugo, mise en scène Antoine Vitez, Théâtre national de Chaillot

- 1989 : Hernani de Victor Hugo, mise en scène de Jean-Luc Tardieu, Espace 44 (Nantes) avec Gabriel Le Doze (Hernani), Jean Marais (Don Gomez), Jean-Michel Dupuis (Don Carlos), Martine Rougemont (Doña Sol)[4].

## Postérité
La pièce est choisie par le ministère français de l'Éducation Nationale pour figurer au sein du programme de littérature de la classe de terminale de la série littéraire des années scolaires 2018-2019 et 2019-2020. Faisant l'objet d'une épreuve au baccalauréat littéraire, elle s'inscrit dans l'objet d'étude « Lire-écrire-publier ».